# La Route (série télévisée)
Pour les articles homonymes, voir La Route.
La Route est un feuilleton télévisé français en quinze épisodes de treize minutes en noir et blanc, réalisé par Pierre Cardinal sur une adaptation par Jean Verdun d'un roman de Albert Aycard (1956), et diffusé à partir du 21 décembre 1963 sur la RTF puis l'ORTF.

## Sujet
Les aventures de Dupuy, un ancien employé dans une compagnie de transport routier (ets Mathieu) qui a créé sa propre affaire. C'est l'occasion de présenter de façon réaliste, le quotidien des routiers dans la France des années 1960.

## Fiche technique
- Titre : La Route
- Réalisation : Pierre Cardinal
- Scénario : Jean Verdun, d'après un roman de Albert Aycard (1956)[1]
- Musique :
- Production :
- Société(s) de production : ORTF, RTF
- Pays d'origine :  France
- Langue originale : français
- Format : noir et blanc — son mono
- Genre : Aventure
- Chaine de diffusion :
- Nombre d'épisodes : 15
- Durée des épisodes : 13 minutes
- Date de première diffusion : du 21 décembre 1963 au 2 décembre 1964

## Distribution
- Jean Gaven : Dupuy
- René Dary : Mathieu
- Jacqueline Corot : Jacqueline
- Albert Rémy : Marius
- Yves Gabrielli : Combes
- Alexandre Rignault : Corneille
- Catherine Sola : Mireille
- Etienne Bierry : Beauvais